# Kostra cívky

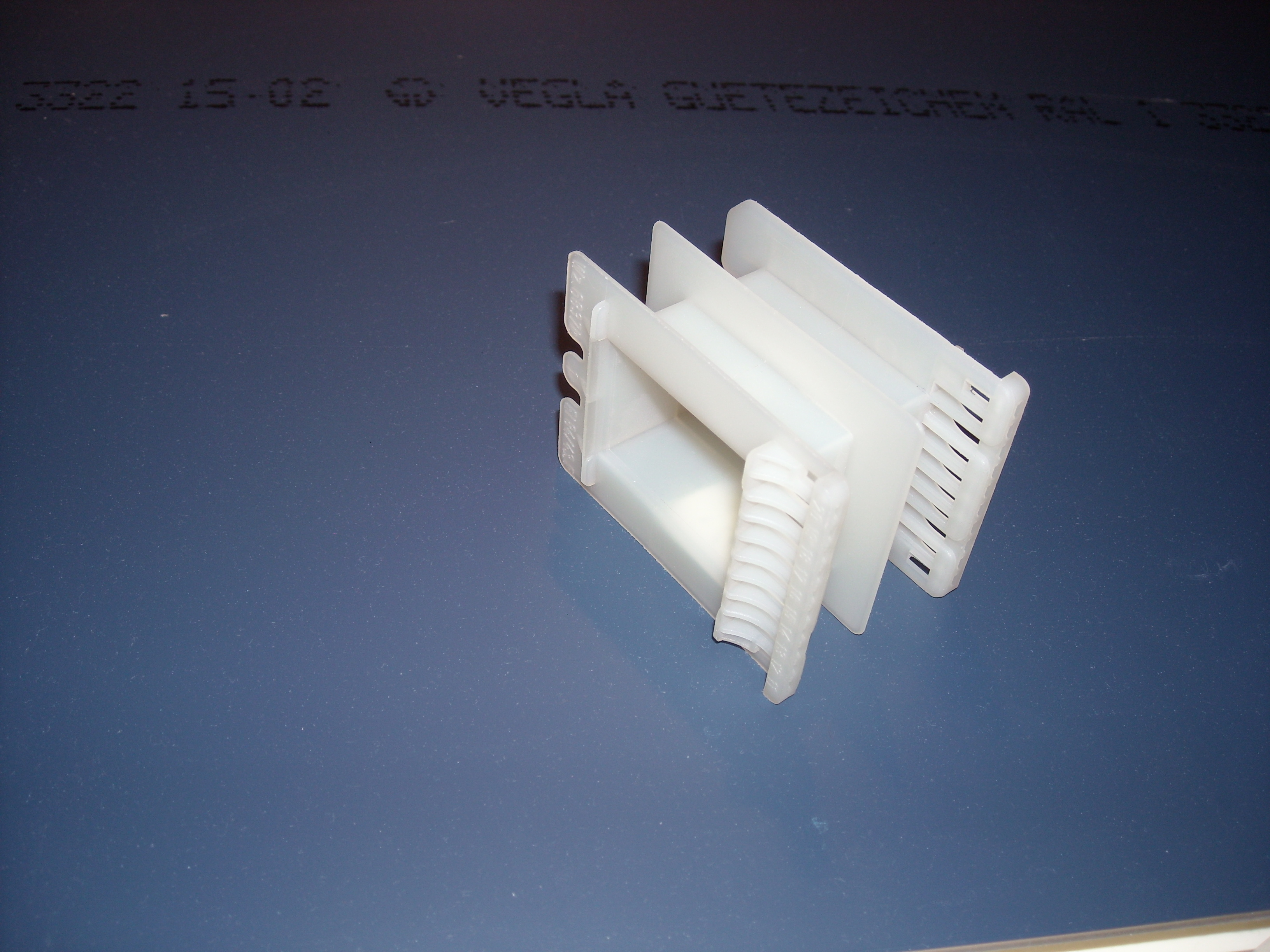
Dvoukomorová kostra pro skládaná jádra tvaru EI

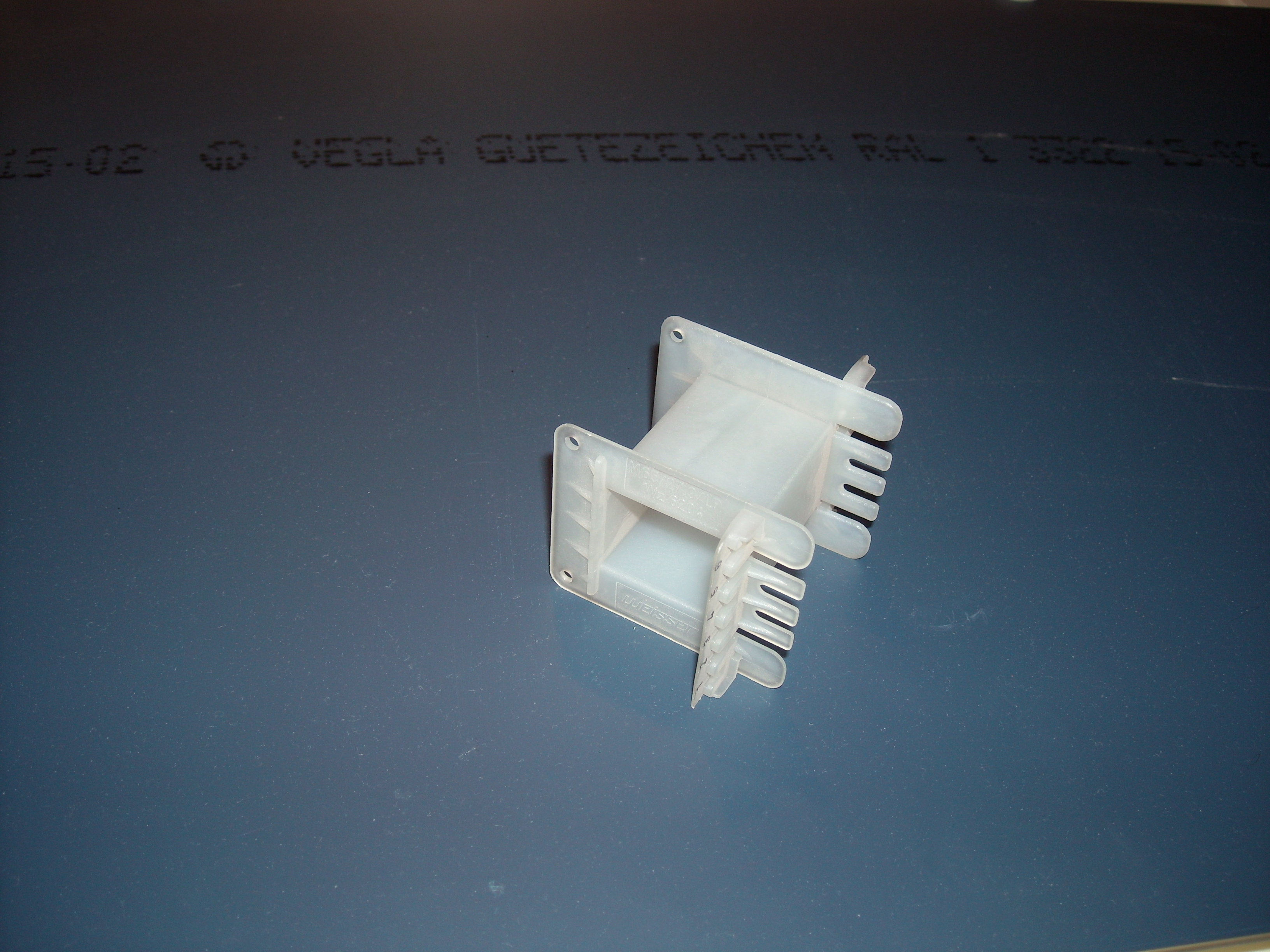
Jednokomorová kostra pro skládaná jádra tvaru EI

Kostra cívky je trubka čtyřhranného nebo kruhového průřezu s bočnicemi nebo bez bočnic, na kterou je navinuta cívka z drátu, lanka nebo pásku. Pojem kostra cívky se používá především u elektrotechnických součástek s indukčností, jako jsou transformátory nebo tlumivky. V těchto součástkách musí být vodič přesně navinut na magnetické jádro. Také u vzduchových cívek bez jádra musí být přesně dodržena geometrie cívky. Kostry cívek s bočnicemi mají připravené (předlisované) otvory pro vyvedení konců vodičů. V bočnicích mohou být upevněny špičky (takzvané piny) nebo pájecí očka pro připojení konců vinutí.

## Materiál pro výrobu koster
Kostry cívek se vyrábějí především z plastu. Převažujícím způsobem výroby je vstřikování plastů, které je velmi efektivní. V minulosti se kostry vyráběly skládané z vysekávaných dílů. Základním materiálem byl prešpán (hladká elektrotechnická lepenka) nebo tvrzený papír, v Česku známý pod názvem Kartit (Pertinax). Tato technologie se dodnes používá při výrobě velkých koster. Typickým materiálem pro výrobu koster je polyamid, méně často polybutylentereftalát nebo polyetylentereftalát. Často se používají sklem plněné plasty. Dnes už jen výjimečně se kostry lisují z bakelitu. Kostřičky pro SMT montáž se zhotovují z polyfenylensulfidu. Od materiálů pro kostry cívek se často vyžaduje nehořlavost a odolnost proti plazivým proudům.

## Konstrukční provedení koster
V oboru vstřikování plastů působí firmy, které se na výrobu koster cívek specializují. Ty ve svých katalozích nabízejí vhodné kostry pro obvyklé tvary jader jako jsou hrníčková feritová jádra, jádra skládaná z plechů nebo vinutá z ocelových pásků (toroidy, C-jádra, UNICORE). Oblíbené tvary jader se označují EI, EE, UI, ETD a další. Pro kostry s jádry jsou k dispozici také odpovídající kryty (krabičky). Kryty usnadňují upevnění transformátorů, zajišťují ochranu před dotykem. Transformátory se do krabiček často zalévají pryskyřicí. Protože každé vinutí má přinejmenším začátek a konec, které je nutné elektricky propojit se zbytkem obvodu, nabízí se špičky k připevnění přímo do kostry cívky. Špičky jsou často z mosazi nebo bronzu a mají povrchovou úpravu pocínováním. Elektrické propojení špiček s vodičem vinutí je pájením případně pájením v lázni se současným odstraněním izolace vodiče. To je umožněno použitím samopájitelného drátu na vinutí. Špičky se vkládají při výrobě kostry do lisovací formy před vstříknutím plastu nebo se usazují dodatečně těsně před navíjením. U asijských výrobců je rozšířený postup, při kterém se do lisovací formy vkládá sestava špiček propojených mimo výlisek spojovacím páskem. Pásek se po vylisování kostry odstřihne a špičky se rozdělí. Výrobci transformátorů používají často rozlišení koster na jednokomorové (primární i sekundární vinutí jsou ve společném prostoru) a na dvoukomorové (prostory pro primární a sekundární vinutí jsou oddělené přepážkou).

## Označování koster cívek
Kostry cívek pro hromadně vyráběné transformátory, typicky pro výkony do několika desítek kVA jsou normalizované. Jejich rozměry i označení přímo navazují na normalizované trafoplechy.
- Kostry vhodné pro plechy tvaru EI – běžné velikosti plechů mohou být označeny například EI30, EI42. Číslo udává šířku plechu v milimetrech, největší rozměr, který je možné na výstřižku plechu naměřit. Odpovídající kostry pak budou označeny například EI42/14, EI42/20. Část označení před lomítkem odpovídá rozměru plechů. Přímo tento rozměr na samotné kostře nenaměříme. Protože ale šířka středního sloupku normalizovaných EI plechů je vždy jedna třetina hlavního rozměru, lze odvodit, že jeden z rozměrů dutiny kostry bude vždy šířka sloupku zvětšená o několik desetin milimetru pro snazší vkládání plechů. U kostry EI 42/20 pro plechy EI42 je tento rozměr 14mm. Číslo za lomítkem je tloušťka paketu plechů, které je možné do dané kostry vložit. Údaj je také v milimetrech. Pro každou velikost EI.. je normalizováno několik tlouštěk paketu. Samotné označení nic neříká o tom, jak tlusté budou vlastní plechy. Běžně užívané tloušťky plechů jsou 0.5 nebo 0.35 milimetru. Jednofázové transformátory s EI plechy se někdy označují jako plášťové. Cívka je obklopena trafoplechem.
- Kostry vhodné pro plechy tvaru UI – transformátory s tímto tvarem plechů se někdy označují jako jádrové. Cívka obklopuje zvnějšku jádro z trafoplechů. Vinutí jednofázového transformátoru skládané z plechů tvaru UI je uloženo na dvou identických kostrách. Jeho obdobou je vinuté jádro, označené jako C-jádro.

## Ostatní vlastnosti koster cívek
- Pro hromadnou výrobu vinutých dílů jsou k dispozici vhodně konstruované kostry, které je možné do specializovaných navíječek vsypávat. Z navíjecích automatů vycházejí kompletní vinuté díly s namontovaným jádrem a nakontaktovanými vývody.
- V ojedinělých případech se jako materiál koster využívá také keramika. Důvodem jsou nároky na vysokofrekvenční vlastnosti a teplotní odolnost.